# NGC 300
NGC 300 ist  eine Galaxie mit ausgeprägter Spiralstruktur (Typ Sc) im Sternbild Bildhauer am Südsternhimmel. Sie ist rund 6 Millionen Lichtjahre von der Milchstraße entfernt und mit einem Durchmesser von etwa 45.000 Lichtjahren deutlich kleiner als unsere Milchstraße mit ca. 100.000 Lichtjahren Durchmesser.
NGC 300 und die unregelmäßige Galaxie NGC 55 wurden von vielen Astronomen als Teil der Sculptor-Gruppe betrachtet. Die jüngsten Messungen dieser Galaxien haben gezeigt, dass sie sich lediglich in der Nähe dieses Galaxienhaufens befinden.
Das Objekt wurde am 5. August 1826 von dem schottischen Astronomen James Dunlop entdeckt. Astronomen der Europäischen Südsternwarte (ESO) spürten 2010 mit Hilfe des Very Large Telescope am Paranal-Observatorium in NGC 300 das zu diesem Zeitpunkt am weitesten entfernte stellare Schwarze Loch im beobachtbaren Universum auf, mittlerweile sind weiter entfernte Schwarze Löcher bekannt.

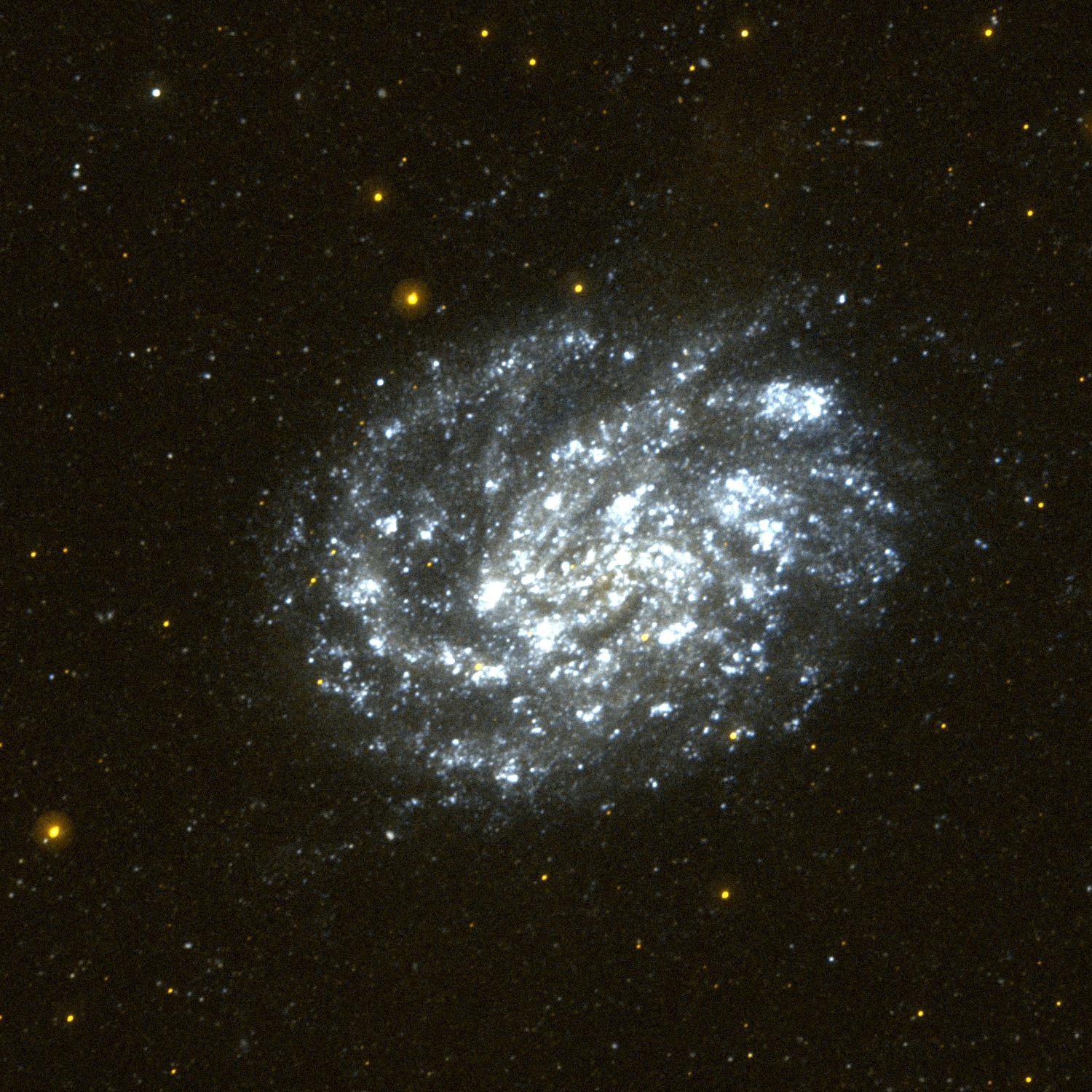
Aufnahme des ultravioletten Lichts durch GALEX
Infrarotaufnahme des Spitzer-Weltraumteleskops
In der hochaufgelösten Aufnahme des Zentrums werden einzelne Sterne sichtbar, Hubble-Weltraumteleskop